# Dendropanax oblongifolius
Dendropanax oblongifolius är en araliaväxtart som beskrevs av Henry Hurd Rusby. Dendropanax oblongifolius ingår i släktet Dendropanax och familjen Araliaceae. Inga underarter finns listade.